# دومينيك أوبونج
دومينيك أوبونج هو لاعب كرة قدم كندي في مركز الوسط، ولد في 21 يناير 1986 في كوماسي في غانا. شارك مع منتخب كندا تحت 20 سنة لكرة القدم. أما مع النوادي، فقد لعب مع أتلانتا سيلفرباكس ونادي إدمونتون ونادي بان.